# Коррадо Тальямонте
Коррадо Тальямонте (італ. Corrado Tagliamonte, 1 листопада 1900, Ното - 16 січня 1997, Рим) — італійський адмірал, учасник Другої світової війни.

## Біографія
Коррадо Тальямонте народився 1 листопада 1900 року в Ното. У 1915 році вступив до Військово-морської академії в Ліворно, яку закінчив у 1920 році у званні гардемарина. Ще будучи курсантом, бав участь у Першій світовій війні.
У 1925 році отримав звання лейтенанта. Тривалий час ніс службу на борту лінкора «Андреа Доріа» Як спеціаліст з електричного та радіотехнічного обладнання. У 1933 році закінчив школу Військово-морського командування (італ. Scuola di comando navale) і був призначений командиром міноносця. У 1936 році у званні капітана III рангу був призначений капітаном есмінця «Даніеле Манін», що ніс службу в Червоному морі. З листопада 1936 року по вересень 1938 року брав участь в операціях італійського флоту під час громадянської війни в Іспанії, за що був нагороджений Хрестом «За бойові заслуги».

### Друга світова війна
У 1939 році Коррадо Тальямонте отримав звання капітана II рангу і був призначений помічником капітана крейсера «Альберіко да Барбіано», на борту якого зустрів вступ Італії у Другу світову війну 10 червня 1940 року, а також брав участь в бою біля Калабрії. Після нетривалої служби у генеральному штабі флоту був призначений у квітні 1941 року капітаном есмінця «Антоніо да Нолі». У серпні того ж року призначений капітаном есмінця «Лібеччо». Під час командування цими есмінцями взяв участь у численних місіях зі супроводу конвоїв.
8 листопада 1941 року «Лібеччо» входив до складу ескорту конвою «Дуїсбург». Під час нічного бою з британськими крейсерами есмінець не зазнав пошкоджень. Але вранці наступного дня під час проведення рятувальної операції на місці загибелі італійських кораблів «Лібеччо» був торпедований підводним човном «Апхолдер».
Важко пошкоджений корабель взяв на буксир есмінець «Еуро», але об 11:18 «Лібеччо» затонув в Іонічному морі у точці з координатами 36°50′ пн. ш. 18°10′ сх. д. / 36.833° пн. ш. 18.167° сх. д..
З січня по грудень 1942 року Коррадо Тальямонте командував есмінцем «Леджонаріо». Отримавши звання капітана I рангу, до 31 серпня 1943 року командував дивізіоном міноносців.
На момент капітуляції Італії 8 вересня 1943 року був командувачем Військово-морського командування в Таранто. Через два місяці був призначений командувачем лінкора «Кайо Дуіліо», і перебував на цій посаді до травня 1945 року.

### Післявоєнний період
Після закінчення війни Коррадо Тальямонте протягом 1945-1948 років був командувачем Військово-морського командування Сицилії, протягом 1948-1952 років - керівником Військово-морського департаменту Ла-Спеції.
У 1952 році отримав звання контрадмірала, протягом 1952-1954 років командував оперативними силами флоту. У 1955 році отримав звання дивізійного адмірала. Керував Інститутом морської війни. Протягом 1956-1957 років командував 1-ю морською дивізією. 
Протягом 1957-1961 років був начальником офісу начальника генерального штабу флоту. У 1959 році отримав звання адмірала ескадри. Потім був керівником офісу міністерства оборони.
У 1963 році вийшов у відставку у зв'язку з досягненням граничного віку служби. Помер 16 січня 1997 року у Римі.

## Нагороди

### Італійські
- Срібна медаль «За військову доблесть»
- Бронзова медаль «За військову доблесть»
- Хрест «За військову доблесть» (нагороджений тричі)
- Хрест «За військові заслуги» (нагороджений двічі)
- Командор Ордена Корони Італії
- Офіцер Ордена Святих Маврикія та Лазаря
- Кавалер Великого хреста Ордена «За заслуги перед Італійською Республікою»

### Іноземні
- Залізний хрест 2 класу (Третій Рейх)